# Tradición cristiana

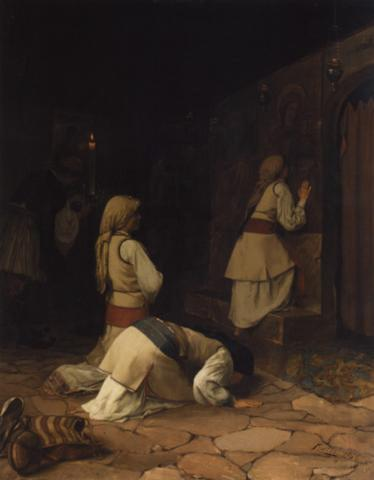
Rezando en una iglesia griega, cuadro de Theodoros Rallis, 1876.

Tradición cristiana es una denominación polisémica que se aplica a cualquier tradición del cristianismo. Una parte de ella son los distintos rituales de culto (rito romano, rito mozárabe, rito bizantino, copto, maronita, etc.). Con los sucesivos cismas y condenas mutuas como herejías, se produjo la división en distintas confesiones cristianas.
Como tradiciones eclesiásticas hay todo tipo de cuestiones relativas a la economía eclesiástica (la relación de la Iglesia con la pobreza y la limosna), el cobro de diezmo y primicias, la propiedad eclesiástica o bienes de la Iglesia —especialmente el papel de la Iglesia en la sociedad feudal durante la Edad Media y el Antiguo Régimen: las manos muertas hasta la Reforma protestante o la Revolución liberal que realiza la desamortización en los países católicos, el señorío eclesiástico y el abadengo hasta la supresión de los señoríos—, el presupuesto de culto y clero a cargo de los Estados —desde algunos Concordatos del siglo XIX— o la asignación tributaria (en algunos países hasta la actualidad), cuestiones identificativas, como los hábitos religiosos y la tonsura, o más profundos, como el celibato sacerdotal, los votos monásticos y las distintas formas de vida religiosa y vida consagrada.
Otra parte son todo tipo de prácticas piadosas entre el conjunto de los fieles (oraciones, peregrinaciones, veneración de reliquias cristianas, etc.), especialmente a las de la religiosidad popular (piedad popular, despreciada como superstición o valorada como factor de identidad social) y de formas de vivencia personal y social de la religión en el cristianismo.
Especialmente importantes son las celebraciones de los sacramentos en los momentos de tránsito entre etapas de la vida (bautizo, primera comunión y conceptos en torno a la educación, boda y conceptos en torno a la sexualidad, entierro y conceptos en torno a la muerte), además de los patronazgos de oficios, instituciones, localidades y naciones, las festividades y la influencia del cristianismo en todo tipo de instituciones.
En su aspecto de creencias y de creación literaria, y en tanto se diferencia o incluso opone al dogma oficial, las tradiciones cristianas pueden denominarse como "mitología cristiana": los diferentes relatos de la vida y milagros de Cristo, especialmente cuando se oponen a los Evangelios canónicos (los Evangelios apócrifos y otros relatos), además de los relatos de las vidas y milagros de los santos recogidos en todo tipo de hagiografías. Especial difusión alcanzó la Leyenda Áurea de Jacopo da Vorágine.

## Otros sentidos del término
Diferente sentido tiene el concepto teológico, en el cristianismo ortodoxo y en el catolicismo, de Sagrada Tradición o Tradición Apostólica.
No deben confundirse ambos conceptos con el tradicionalismo cristiano (véase fundamentalismo cristiano, integrismo, ultramontanismo, catolicismo tradicionalista, etc.), posturas religiosas o socio-religiosas aplicadas especialmente en ámbitos políticos.